# 1990-es labdarúgó-világbajnokság-selejtező (CAF)
Ez a lista az 1990-es labdarúgó-világbajnokság afrikai zónájának (CAF) selejtező mérkőzéseit mutatja be időpontok, végeredmények és csoport végeredmények ismeretében. Ha a selejtezők összessége érdekel ide, ha a többi kontinentális zóna eredményei ide kattints.
A CAF mind a 26 csapata elindult a selejtezőkben. Az afrikai zóna 2 helyet kapott a világbajnokságon (a 24-ből). Bár  Mauritius és  Mozambik csapatát nem engedte indulni a FIFA a tartozásuk miatt.
A selejtezőnek három része volt:
- Első forduló: Algéria, Kamerun, Egyiptom, Kenya, Marokkó, Elefántcsontpart, Nigéria és Zaire, automatikusan jutott be a Második fordulóba. A maradék 16 csapat oda-vissza mérkőzéseket játszottak. A győztesek jutottak tovább a csoportkörbe.
- Második forduló (csoportkör): 16 csapatot 4, 4 csapatos csoportra osztották; oda-vissza mérkőzéseken. A csoportgyőztes jutott be a Döntőbe.
- Döntő: 4 csapat küzdött oda-vissza mérkőzéseken a kijutásért. A győztes jutott ki.

## Első forduló
1988. augusztus 7., Luanda, Angola –  Angola 0 – 0 Szudán 
1988. november 11., Kartúm, Szudán –  Szudán 1 – 2 Angola 
Angola jutott be a második fordulóba. Összesítés: 2 – 1.
1988. július 16., Kampala, Uganda –  Uganda 1 – 0 Malawi 
1988. július 30., Lilongwe, Malawi –  Malawi 3 – 1 Uganda 
Malawi jutott be a második fordulóba. Összesítés: 3 – 2.
1988. június 3., Tripoli, Líbia –  Líbia 3 – 0 Burkina Faso 
1988. július 3., Ouagadougou, Burkina Faso –  Burkina Faso 2 – 0 Líbia 
Líbia jutott be a második fordulóba Összesítés: 3 – 2.
1988. augusztus 7., Accra, Ghána –  Ghána 0 – 0 Libéria 
1988. augusztus 21., Monrovia, Libéria –  Libéria 2 – 0 Ghána 
Libéria jutott be a második fordulóba. Összesítés: 2 – 0.
1988. augusztus 5., Tunisz, Tunézia –  Tunézia 5 – 0 Guinea 
1988. augusztus 21., Conakry, Guinea –  Guinea 3 – 0 Tunézia 
Tunézia jutott be a második fordulóba. Összesítés: 5 – 3.
 Lesotho visszalépett, ezért  Zimbabwe automatikusan jutott be a második fordulóba.
 Ruanda visszalépett, ezért  Zambia automatikusan jutott be a második fordulóba.
 Togo visszalépett, ezért  Gabon automatikusan jutott be a második fordulóba.

## Második forduló (csoportkör)

### A csoport
1989. január 6., Annába, Algéria –  Algéria 3 – 0 Zimbabwe 
1989. január 8., Abidjan, Elefántcsontpart –  Elefántcsontpart 1 – 0 Líbia 
1989. január 20., Tripoli, Líbia –  Líbia 0 – 2 Algéria 
FIFA Algériát nevezte meg győztesnek. Később Líbia visszavonult, ezért a mérkőzéseredményeit érvénytelenítették.
1989. január 22., Harare, Zimbabwe –  Zimbabwe 0 – 0 Elefántcsontpart 
1989. június 11., Abidjan, Elefántcsontpart –  Elefántcsontpart 0 – 0 Algéria 
1989. június 25., Harare, Zimbabwe –  Zimbabwe 1 – 2 Algéria 
1989. augusztus 13., Abidjan, Elefántcsontpart –  Elefántcsontpart 5 – 0 Zimbabwe 
1989. augusztus 25., Annába, Algéria –  Algéria 1 – 0 Elefántcsontpart 
| Helyezés | Csapat           | M | Gy | D | V | Rg | Kg | Gk | P |
| -------- | ---------------- | - | -- | - | - | -- | -- | -- | - |
| 1        | Algéria          | 4 | 3  | 1 | 0 | 6  | 1  | 5  | 7 |
| 2        | Elefántcsontpart | 4 | 1  | 2 | 1 | 5  | 1  | 4  | 4 |
| 3        | Zimbabwe         | 4 | 0  | 1 | 3 | 1  | 10 | –9 | 1 |

Algéria jutott be a döntőbe.

### B csoport
1989. január 6., kairó, Egyiptom –  Egyiptom 2 – 0 Libéria 
1989. január 7., Nairobi, Kenya –  Kenya 1 – 1 Malawi 
1989. január 21., Lilongwe, Malawi –  Malawi 1 – 1 Egyiptom 
1989. január 22., Monrovia, Libéria –  Libéria 0 – 0 Kenya 
1989. június 10., Nairobi, Kenya –  Kenya 0 – 0 Egyiptom 
1989. június 11., Monrovia, Libéria –  Libéria 1 – 0 Malawi 
1989. június 24., Lilongwe, Malawi –  Malawi 1 – 0 Kenya 
1989. június 25., Monrovia, Libéria –  Libéria 1 – 0 Egyiptom 
1989. augusztus 11., Kairó, Egyiptom –  Egyiptom 1 – 0 Malawi 
1989. augusztus 12., Nairobi, Kenya –  Kenya 1 – 0 Libéria 
1989. augusztus 26., Kairó, Egyiptom –  Egyiptom 2 – 0 Kenya 
1989. augusztus 26., Lilongwe, Malawi –  Malawi 0 – 0 Libéria 
| Helyezés | Csapat   | M | Gy | D | V | Rg | Kg | Gk | P |
| -------- | -------- | - | -- | - | - | -- | -- | -- | - |
| 1        | Egyiptom | 6 | 3  | 2 | 1 | 6  | 2  | 4  | 8 |
| 2        | Libéria  | 6 | 2  | 2 | 2 | 2  | 3  | –1 | 6 |
| 3        | Malawi   | 6 | 1  | 3 | 2 | 3  | 4  | –1 | 5 |
| 4        | Kenya    | 6 | 1  | 3 | 2 | 2  | 4  | –2 | 5 |

Egyiptom jutott be a döntőbe.

### C csoport
1989. január 7., Enugu, Nigéria –  Nigéria 1 – 0 Gabon 
1989. január 8., Yaoundé, Kamerun –  Kamerun 1 – 1 Angola 
1989. január 22., Libreville, Gabon –  Gabon 1 – 3 Kamerun 
1989. január 22., Luanda, Angola –  Angola 2 – 2 Nigéria 
1989. június 10., Enugu, Nigéria –  Nigéria 2 – 0 Kamerun 
1989. június 11., Luanda, Angola –  Angola 2 – 0 Gabon 
1989. június 25., Luanda, Angola –  Angola 1 – 2 Kamerun 
1989. június 25., Libreville, Gabon –  Gabon 2 – 1 Nigéria 
1989. augusztus 12., Lagos, Nigéria –  Nigéria 1 – 0 Angola 
1989. augusztus 13., Yaoundé, Kamerun –  Kamerun 2 – 1 Gabon 
1989. augusztus 27., Yaoundé, Kamerun –  Kamerun 1 – 0 Nigéria 
1989. augusztus 27., Libreville, Gabon –  Gabon 1 – 0 Angola 
| Helyezés | Csapat  | M | Gy | D | V | Rg | Kg | Gk | P |
| -------- | ------- | - | -- | - | - | -- | -- | -- | - |
| 1        | Kamerun | 6 | 4  | 1 | 1 | 9  | 6  | 3  | 9 |
| 2        | Nigéria | 6 | 3  | 1 | 2 | 7  | 5  | 2  | 7 |
| 3        | Angola  | 6 | 1  | 2 | 3 | 6  | 7  | –1 | 4 |
| 4        | Gabon   | 6 | 2  | 0 | 4 | 5  | 9  | –4 | 4 |

Kamerun jutott be a döntőbe.

### D csoport
1989. január 8., Rabat, Marokkó –  Marokkó 1 – 0 Zambia 
1989. január 8., Kinshasa, Zaire –  Zaire 3 – 1 Tunézia 
1989. január 22., Tunisz, Tunézia –  Tunézia 2 – 1 Marokkó 
1989. január 22., Lusaka, Zambia –  Zambia 4 – 2 Zaire 
1989. június 11., Kinshasa, Zaire –  Zaire 0 – 0 Marokkó 
1989. június 11., Lusaka, Zambia –  Zambia 1 – 0 Tunézia 
1989. június 25., Lusaka, Zambia –  Zambia 2 – 1 Marokkó 
1989. június 25., Tunisz, Tunézia –  Tunézia 1 – 0 Zaire 
1989. augusztus 13., Casablanca, Marokkó –  Marokkó 0 – 0 Tunézia 
1989. augusztus 13., Kinshasa, Zaire –  Zaire 1 – 0 Zambia 
1989. augusztus 27., Kenitra, Marokkó –  Marokkó 1 – 1 Zaire 
1989. augusztus 27., Tunisz, Tunézia –  Tunézia 1 – 0 Zambia 
| Helyezés | Csapat  | M | Gy | D | V | Rg | Kg | Gk | P |
| -------- | ------- | - | -- | - | - | -- | -- | -- | - |
| 1        | Tunézia | 6 | 3  | 1 | 2 | 5  | 5  | 0  | 7 |
| 2        | Zambia  | 6 | 3  | 0 | 3 | 7  | 6  | 1  | 6 |
| 3        | Zaire   | 6 | 2  | 2 | 2 | 7  | 7  | 0  | 6 |
| 4        | Marokkó | 6 | 1  | 3 | 2 | 4  | 5  | -1 | 5 |

Tunézia jutott be a döntőbe.

## Döntő
1989. október 8., Kaszentína, Algéria –  Algéria 0 – 0 Egyiptom 
1989. november 17., Kairó, Egyiptom –  Egyiptom 1 – 0 Algéria 
Egyiptom jutott ki a világbajnokságra. Összesítés: 1 – 0.
1989. október 8., Yaoundé, Kamerun –  Kamerun 2 – 0 Tunézia 
1989. november 19., Tunisz, Tunézia –  Tunézia 0 – 1 Kamerun 
Kamerun jutott ki a világbajnokságra. Összesítés: 3 – 0.

## Lásd még
- 1990-es labdarúgó-világbajnokság-selejtező (UEFA)
- 1990-es labdarúgó-világbajnokság-selejtező (CONMEBOL)
- 1990-es labdarúgó-világbajnokság-selejtező (CONCACAF)
- 1990-es labdarúgó-világbajnokság-selejtező (AFC)
- 1990-es labdarúgó-világbajnokság-selejtező (OFC)